# سيف يوسف السويدي
سيف يوسف السويدي مؤسس منصة أريد 
 التي تعنى باللانجليزيه arab research id حاصل على شهادتي الماجستير والدكتوراه في طب الاسنان -جامعة ملايا – ماليزيا وهوالمشرف العام على مؤتمرات «المحفل العلمي الدولي» و«الموسم العلمي الدولي» برعاية جامعات ماليزية وتركية وعربية ومؤسس منصة أبصر للتعليم الإلكتروني باللغة العربية abser.org
والمشرف العام على اكاديمية فلسبي ماليزيا filspay.org ومؤسس بوابة فلسبي للدفع عبر الإنترنت filspay.com ومؤلف كتاب «صناعة الهوية العلمية للعلماء والخبراء والباحثين» وكتاب «عصر المنصات الالكترونية.. الاقتصاد القادم»، وعضو مؤسس لبرنامج أقماع التاج (المسوق الذكي) وهو أول برنامج عربي يستخدم نظرية الاقماع التسويقية في المؤسسات الهادفة. Crownfunnels.com ويشرف على التسويق الإلكتروني لـ 12 مؤسسة حول العالم.ومستشار بعدة مشاريع ريادية واعدة
وهو من مواليد 29 مارس 1983
ومتزوج ولديه ثلاث أطفال ويقيم في ماليزيا